# Gastón Olveira
Gastón Hernán Olveira Echeverría (Montevideo, Uruguay; 21 de abril de 1993) es un futbolista uruguayo que juega actualmente como portero en el Club Olimpia de la Primera División de Paraguay.

## Clubes
Se inició en el año 2013 en River Plate de Montevideo. Debutó en la liga con el club el 19 de abril de 2014 en una derrota de visitante por 2-1 ante Sud América.
El 17 de enero de 2021, el Club Olimpia anunció como nuevo refuerzo a Olveira en un  préstamo por una temporada.
A finales de año, Olimpia le compró el pase definitivo a River Plate y el Decano lo fichó con un contrato permanente por 4 años. 

## Selección nacional

### Participaciones en juveniles
| Competición                  | Sede   | Resultado      | Partidos | Goles |
| ---------------------------- | ------ | -------------- | -------- | ----- |
| Juegos Panamericanos de 2015 | Canadá | Medalla de Oro | 4        | 0     |

| Detalles de partidos con la Sub-22 | Detalles de partidos con la Sub-22 | Detalles de partidos con la Sub-22 | Detalles de partidos con la Sub-22 | Detalles de partidos con la Sub-22 | Detalles de partidos con la Sub-22  | Detalles de partidos con la Sub-22 | Detalles de partidos con la Sub-22 | Detalles de partidos con la Sub-22 | Detalles de partidos con la Sub-22 |
| N°                                 | Rival                              | Resultado                          | Fecha                              | Lugar                              | Competencia                         | Goles                              | Asistencias                        | Ref.                               |                                    |
| ---------------------------------- | ---------------------------------- | ---------------------------------- | ---------------------------------- | ---------------------------------- | ----------------------------------- | ---------------------------------- | ---------------------------------- | ---------------------------------- | ---------------------------------- |
| 1                                  | Trinidad y Tobago                  | 4:0 (3:0)                          | 13 de julio de 2015                | Hamilton · Canadá                  | Juegos Panamericanos Fase de grupos | -                                  | -                                  | 1                                  |                                    |
| 2                                  | México                             | 0:1 (0:0)                          | 17 de julio de 2015                | Hamilton · Canadá                  | Juegos Panamericanos Fase de grupos | -                                  | -                                  | 2                                  |                                    |
| 3                                  | Paraguay                           | 1:0 (0:0)                          | 21 de julio de 2015                | Hamilton · Canadá                  | Juegos Panamericanos Fase de grupos | -                                  | -                                  | 3                                  |                                    |
| 4                                  | Brasil                             | 2:1 (0:0)                          | 23 de julio de 2015                | Hamilton · Canadá                  | Juegos Panamericanos Semifinales    | -                                  | -                                  | 4                                  |                                    |
| 5                                  | México                             | 1:0 (1:0)                          | 26 de julio de 2015                | Hamilton · Canadá                  | Juegos Panamericanos Final          | -                                  | -                                  | 5                                  |                                    |

## Palmarés

### Títulos nacionales
| Título             | Club    | País     | Año    |
| ------------------ | ------- | -------- | ------ |
| Copa Paraguay      | Olimpia | Paraguay | 2021   |
| Supercopa Paraguay | Olimpia | Paraguay | 2021   |
| Primera División   | Olimpia | Paraguay | 2022-C |
| Primera División   | Olimpia | Paraguay | 2024-C |

### Títulos internacionales
| Título               | Club (*)       | Sede   | Año  |
| -------------------- | -------------- | ------ | ---- |
| Juegos Panamericanos | Uruguay Sub-22 | Canadá | 2015 |

(*) Incluyendo la selección.

### Distinciones individuales
| Distinción                           | Año  |
| ------------------------------------ | ---- |
| APF Mejor arquero de la temporada    | 2024 |
| APF Mejor futbolista de la temporada | 2024 |
| APF Jugador de la gente              | 2024 |